# Kōji Endō
Kōji Endō (jap. 遠藤 浩二, Endō Kōji; * 1964) ist ein japanischer Komponist.

## Filmografie (Auswahl)
- 1997: Full Metal Yakuza (極道)
- 1999: Audition (オーディション)
- 1999: Dead or Alive (犯罪者)
- 1999: Salaryman Kintaro (サラリーマン金太郎)
- 2000: City of Lost Souls (漂流街)
- 2001: Visitor Q (ビジターQ)
- 2002: Dead or Alive: Final (デッド オア アライブ ファイナル)
- 2002: Takashi Miikes Graveyard of Honor (新・仁義の墓場)
- 2002: The Happiness of the Katakuris (カタクリ家の幸福)
- 2003: Gozu (極道恐怖大劇場 牛頭)
- 2003: The Call (着信アリ)
- 2004: Izo
- 2004: Three… Extremes (美しい夜、残酷な朝)
- 2004: Zebraman (ゼブラーマン)
- 2005: Demon Pond (夜叉ヶ池)
- 2005: The Call 2 (着信アリ2)
- 2007: Like a Dragon (龍が如く 劇場版)
- 2007: Sukiyaki Western Django (スキヤキ・ウエスタン　ジャンゴ)
- 2010: 13 Assassins (十三人の刺客)
- 2019: First Love